# Watanabe Yuga
Watanabe Yuga (sinh ngày 15 tháng 5 năm 1996) là một cầu thủ bóng đá người Nhật Bản.

## Sự nghiệp câu lạc bộ
Watanabe Yuga hiện đang chơi cho Kamatamare Sanuki.